# Gigí
Gigí (original: Gigi) és una pel·lícula musical estatunidenca (1958) de Vincente Minnelli. El projecte és iniciat per l'actriu Leslie Caron que proposa el tema als estudis de la Metro-Goldwyn-Mayer amb els quals és gairebé a la fi del contracte i llavors és subcontractada. Aquesta pel·lícula ha estat doblada al català.

## Argument
Educada per dur una vida regalada, Gigí somia amb un amor sincer i amb el matrimoni.

## Guió
El guió de Vincente Minnelli és basat en la novel·la de Colette. Beneficiant-se d'importants mitjans, Minnelli realitza, una reconstitució sumptuosa i particularment polida i fins i tot idealitzada de la Belle Époque. Els exteriors són, majoritàriament, rodats a París: jardins i avinguda dels Camps Elisis i Bosc de Boulogne. L'escenificació és inspirada i brillant com sempre amb aquest artista, a la vegada pintor i cineasta. La interpretació és plena de seguretat i, fet estrany en el cinema hollywoodienc, només fa servir artistes francesos per encarnar els personatges principals. La pel·lícula s'obre i s'acaba sobre una cançó de Maurice Chevalier que lloa la seducció de les «little girls», seqüència que és potser difícil mirar de bona fe.

## Repartiment
- Leslie Caron: Gigi
- Maurice Chevalier: Honoré Lachaille
- Louis Jourdan: Gaston Lachaille
- Hermione Gingold: Sra. Alvarez (Mamita)
- Eva Gabor: Liane d'Exelmans
- Isabel Jeans: la tia Alicia
- Jacques Bergerac: Sandomir
- John Abbott: Manuel
- Lydia Stevens: Simone
- Edwin Jerome: Charles, l'amo d'hotel
- Marie-Hélène Arnaud
- Cecil Beaton
- Jacques Ciron
- Hubert de Lapparent
- Corinne Marchand
- Maurice Marsac: El príncep Berensky (no surt als crèdits)
- Anne-Marie Mersen
- Bernard Musson
- Nicole Régnault
- Michel Thomass
- François Valorbe
- Monique Van Vooren

## Premis i nominacions

### Premis[3]
- Oscar a la millor direcció artística per William A. Horning, E. Preston Ames, Henry Grace, F. Keogh Gleason
- Oscar a la millor fotografia per Joseph Ruttenberg
- Oscar al millor vestuari per Cecil Beaton
- Oscar al millor director per Vincente Minnelli
- Oscar al millor muntatge per Adrienne Fazan
- Oscar a la millor cançó original per Frederick Loewe (música) i Alan Jay Lerner (lletra) per la cançó "Gigi"
- Oscar a la millor banda sonora per André Previn
- Oscar a la millor pel·lícula per Arthur Freed
- Oscar al millor guió adaptat per Alan Jay Lerner
- Globus d'Or a la millor pel·lícula musical o còmica
- Globus d'Or al millor director per Vincente Minnelli
- Globus d'Or a la millor actriu secundària per Hermione Gingold

### Nominacions[3]
- BAFTA a la millor pel·lícula per Vincente Minnelli
- Globus d'Or al millor actor musical o còmic per Maurice Chevalier
- Globus d'Or al millor actor musical o còmic per Louis Jourdan
- Globus d'Or a la millor actriu musical o còmica per Leslie Caron